# Josef Julius Wecksell

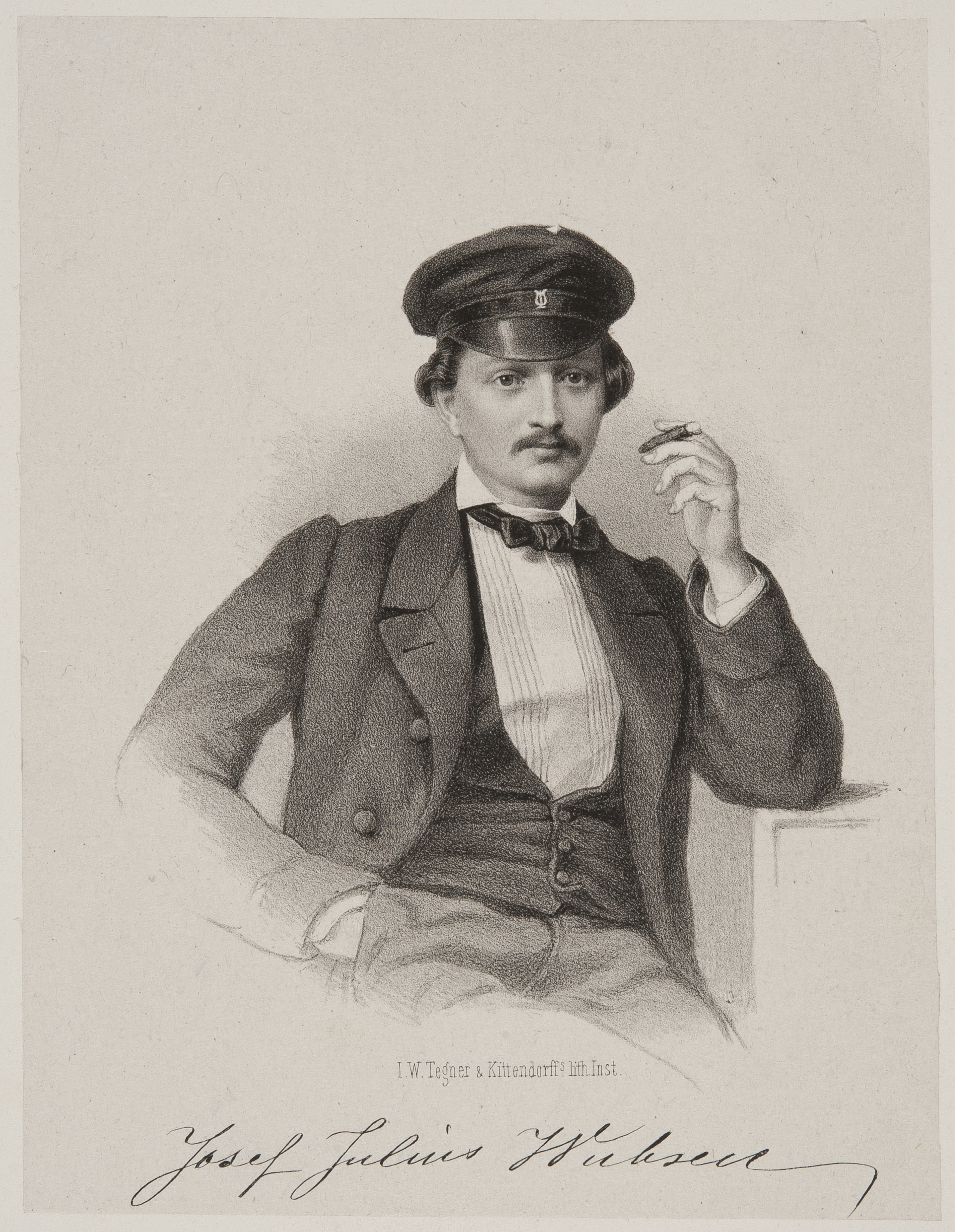
Josef Julius Wecksell som student

Josef Julius Wecksell, född 19 mars 1838 i Åbo, död 9 augusti 1907 i Helsingfors, var en finlandssvensk poet och dramatiker, främst känd för sitt sorgespel Daniel Hjort från 1862.

## Biografi
Wecksell var son till hattmakaren Johan Wecksell, ursprungligen från Veckholms socken i Uppland. Han skrev från tretton års ålder en mängd sagor, dikter och skådespel, av vilka flera sedermera blivit tryckta och andra finns kvar som manuskript. En av hans pjäser, lustspelet Tre friare (med musik av Carl Wasenius), uppfördes i början av 1850-talet i Åbo (1860–1861 i Stockholm) och gjorde för första gången allmänheten uppmärksam på honom. Redan som gymnasist i Åbo planerade han ett stort sorgespel, Skuggornas hämnd, vars ämne är detsamma som i det sedermera fullbordade sorgespelet Daniel Hjort.
1858 blev han student, och 1860 publicerade han sin första diktsamling, Valda ungdomsdikter, strax efter att han hade debuterat med en samling dikter i de västfinska studenternas album "Lännetär". Han inspirerades i sin diktning av författare som Friedrich Schiller, Johann Wolfgang Goethe, William Shakespeare, Lord Byron och Heinrich Heine. Vid denna tid kom emellertid en vändpunkt i Wecksells liv. Hans svaga hälsa blev alltmera vacklande, och han drabbades av svår melankoli. Han fullbordade emellertid Daniel Hjort, det skådespel som han planerat redan som gymnasist. I början av 1862 blev Daniel Hjort färdig. Tragedin uppfördes den 26 november samma år på Svenska Teatern i Helsingfors, och trycktes 1863 med ett förord av Fredrik Cygnæus. 1864 uppfördes den på Kungliga Teatern i Stockholm. Redan vid premiären hade han insjuknat i en allvarlig psykos, som han därefter led av resten av sitt liv. Från 1865 till sin död 1907 var han intagen på Lappvikens sjukhus i Helsingfors. Hans samlade dikter gavs ut 1868.
Än i dag framstår Wecksell som en av den finlandssvenska litteraturens främsta representanter.